# Chillerama
Chillerama é um filme antológico norte-americano de 2011, dos gêneros comédia de terror, musical e ficção científica, composto por quatro histórias (ou segmentos) que se passam em um cinema drive-in que exibe filmes de horror B. É um trabalho coletivo dos cineastas Adam Rifkin, Tim Sullivan, Adam Green e Joe Lynch, cada um dirigindo e roteirizando um segmento diferente. As filmagens ocorreram no final de 2010 e a produção foi exibida inicialmente em festivais de cinema da Europa, como o FrightFest em Londres. Em 29 de setembro de 2011, o filme foi lançado  em vídeo sob demanda e, em 29 de novembro do mesmo ano, foi disponibilizado em território norte-americano nos formatos DVD e Blu-ray.
Os segmentos fazem referência a gêneros e estilos diferentes: "Wadzilla" é uma paródia dos filmes de monstros da década de 1950; "I Was a Teenage Werebear", parodia obras como Rebel Without a Cause, Grease e Twilight; "The Diary of Anne Frankenstein" satiriza Frankenstein e O Diário de Anne Frank; e "Zom-B-Movie" é uma paródia dos filmes de zumbis. Este último consiste da história central que conecta os demais segmentos: após tentar praticar necrofilia, um funcionário do cinema é transformado em morto-vivo e contamina os clientes do drive-in, que começam progressivamente a entrar em processo de zumbificação.

## Origem
Adam Rifkin e Tim Sullivan se conheceram em 1998, enquanto trabalhavam no filme Detroit Rock City, e logo descobriram que compartilhavam uma paixão mútua pelo cinema de terror, monstros e filmes B de drive-in. Então eles tiveram a ideia de criar uma antologia de curtas-metragens chamada Famous Monsters of Filmland, vagamente baseada na revista homônima que cresceram lendo, editada por Forrest J. Ackerman. Os minifilmes receberam pôsteres mockup e homenageariam diferentes eras e estilos do cinema de terror: Werewolf of Alcatraz (filmes da Universal das décadas de 1930 e 1940), I Was a Teenage Vampire (décadas de 1950 e 1960), The Diary of Anne Frankenstein (produções clássicas da Hammer) e Zombie Drive-In (filmes de zumbis da década de 1980). Como o acordo com a Famous Monster fracassou, eles renomearam o projeto como Chillerama e venderam os direitos da produção para a MTV, que a transformaria numa série semanal que seria apresentada por Gene Simmons, vocalista da banda Kiss. Entretanto, a ideia ficou engavetada por vários anos na emissora, até os cineastas conseguirem recuperar os direitos do projeto.
Alguns anos depois, Rifkin e Sullivan se encontraram com os diretores Adam Green e Joe Lynch num restaurante em West Hollywood (Califórnia) e a ideia ressurgiu. Logo, o quarteto decidiu fazer Chillerama como um filme produzido de forma independente, com o estúdio de Green, Ariescope Pictures, servindo como sede das operações. Levando em conta o baixo orçamento que dispunham e questões de gosto pessoal, eles concordaram em efetuar algumas mudanças: Werewolf of Alcatraz foi descartado e substituído por Wadzilla; I Was a Teenage Vampire foi alterado para I Was a Teenage Werebear, por sugestão de Lynch; Zombie Drive-In se tornou Zom-B-Movie; e um quinto curta-metragem, chamado Deathication, foi adicionado à sequência do drive-in para surpreender, na trama do filme, os espectadores do cinema.

## "Wadzilla"

### Premissa
"Wadzilla" é uma paródia dos filmes de monstros da década de 1950 e é sobre "um sujeito que aumenta sua contagem de espermatozoides e cria um grande espermatozoide que ataca a Cidade de Nova Iorque".

### Elenco
- Adam Rifkin como Miles Munson
- Sarah Mutch como Louise
- Owen Benjamin como Larry
- Ray Wise como Dr. Weems
- Eric Roberts como General Bukkake
- Miles Dougal como Hobo
- Lin Shaye como Baglady

### Produção
O segmento foi dirigido escrito por Adam Rifkin, que também interpreta o papel principal do filme. É uma visão particular e bem-humorada do cineasta sobre os filmes de criaturas gigantes, tais como Godzilla, popularizados durante a era atômica. Os efeitos especiais, em estilo retrô propositadamente grosseiro, foram fornecidos por The Chiodo Brothers, um trio de artistas de efeitos especiais conhecido por seu trabalho em Killer Klowns from Outer Space.

## "I Was a Teenage Werebear"

### Premissa
"I Was a Teenage Werebear" é um musical que parodia filmes como Rebel Without a Cause, Grease, The Twilight Saga, The Lost Boys e musicais sobre surfe da década de 1960. É ambientado em 1962 e trata de um "garoto no armário que conhece outros rapazes enrustidos que se transformam em homens-ursos, maduros e em trajes de couro, quando despertados".

### Elenco
- Sean Paul Lockhart como Ricky
- Anton Troy como Talon
- Gabby West como Peggy Lou
- Adam Robitel como Butch
- Lin Shaye como Enfermeira Maleva
- Ron Jeremy como Playbear
- Tim Sullivan como Treinador Tuffman
- Thomas C. Colby-Dog como Beard Head

### Produção
Este segmento foi dirigido e escrito por Tim Sullivan. O cineasta, que é abertamente homossexual, incluiu alguns elementos da cultura gay no segmento. A própria palavra bear (urso) é uma gíria da comunidade gay para "homens grandes, peludos e corpulentos". Sullivan e o músico Patrick Copeland compuseram cinco canções originais de rock and roll para serem interpretadas pelos atores, além de outras cinco músicas para serem usadas especificamente na trilha sonora.
A seleção do elenco foi difícil, pois atores heterossexuais recusaram o papel principal e muitos atores gays não foram autorizados por seus representantes a interpretar o personagem. O ex-ator pornográfico Sean Paul Lockhart (também conhecido como Brent Corrigan) foi escalado para o papel do protagonista. Em 5 de novembro de 2010, uma cena foi filmada na praia de Sycamore Cove, perto de Malibu (Califórnia). Robert Pendergraft forneceu os efeitos práticos.

### Trilha sonora
O álbum da trilha sonora, assinada por Tim Sullivan, foi lançado em 14 de fevereiro de 2012 pela BuySoundtrax Records (BSX). Esse lançamento incluiu todas as músicas do segmento, além de "Room For All (Everybody's Gay)", um número de produção que foi cortado da versão final do filme. Também há duas versões da música-tema de Chillerama, composta e tocada pela banda de hard rock Psycho Charger; Sullivan dirigiu um videoclipe para essa canção, estrelado pela banda e exibindo pequenos trechos do filme.

### Lista de faixas
Todas as letras escritas por Tim Sullivan e Patrick Copeland, exceto onde indicado em contrário. 
| N.º            | Título                                                                                                | Duração |  |
| 1.             | "Chillerama" (Letra e intérprete: Psycho Charger)                                                     | 3:53    |  |
| 2.             | "Don't Look Away" (Intérpretes: Gabby West e Sean Paul Lockhart)                                      | 2:12    |  |
| 3.             | "Purge" (Intérprete: Sean Paul Lockhart)                                                              | 1:48    |  |
| 4.             | "Love Bit Me on the Ass" (Intérpretes: Anton Troy e Sean Paul Lockhart)                               | 1:44    |  |
| 5.             | "Do the Werebear (And Let the Werebear Do You)" (Intérpretes: Anton Troy, Tom Colby e Chris Staviski) | 2:57    |  |
| 6.             | "Room for All" (Intérprete: Sean Paul Lockhart)                                                       | 1:57    |  |
| 7.             | "Where Were You When I Was 17?" (Letra e intérprete: Bobby Vinton)                                    | 2:50    |  |
| 8.             | "Undercover Lover" (Letra: Briana Nadeau e Adam Williams; intérprete: Briana Nadeau)                  | 3:30    |  |
| 9.             | "Sexy Ways" (Letra e intérprete: Robert Vinton)                                                       | 3:12    |  |
| 10.            | "I'm Gonna Make Him Mine" (Letra: Briana Nadeau e Ryan Jennings; intérprete: Briana Nadeau)           | 2:49    |  |
| 11.            | "I Was a Teenage Werebear Instrumental Suite"                                                         | 11:36   |  |
| 12.            | "Chillerama Drive In – Freak Out Remix" (Letra e intérprete: Psycho Charger)                          | 4:19    |  |
| Duração total: | Duração total:                                                                                        | 43:21   |  |

### Controvérsia no eBay
Em fevereiro de 2012, o roteirista/escritor Tim Sullivan começou a vender cópias do CD da trilha sonora de "I Was a Teenage Werebear" no eBay e, como bônus, ele incluiu uma imagem de divulgação autografada no formato 8x10 (uma captura de tela do filme) que mostrava o ator Sean Paul Lockhart usando apenas uma cueca slip vermelha. Depois do término de alguns leilões, o eBay repentinamente retirou o CD da lista e cancelou todos os pedidos finalizados do álbum e do 8x10. Inicialmente, Sullivan achou que era um erro, mas quando falou com pessoas do departamento de segurança e confiança do eBay, foi informado que o leilão incluía uma foto de um homem com "genitália proeminente", o que a empresa considerou "sexualmente e moralmente ofensivo". A mesma foto havia aparecido na capa da edição de maio de 2011 da revista Odyssey, que foi vendida no eBay sem incidentes, o que levou Sullivan a acreditar que estava sendo discriminado por conta do texto que acompanhava o leilão, o qual enfatizava o conteúdo gay do filme.
Sullivan foi informado inicialmente pelo site que ele poderia recolocar o leilão na lista, mas apenas na seção de conteúdo adulto, na qual se comercializa material pornográfico. Após dois apelos fracassados para restabelecer o leilão na área regular do site, o eBay afirmou que o cineasta não poderia mais relistar o material, mesmo sem a imagem ofensiva. Para não perder mais tempo e energia, e ainda correr o risco de comprometer ainda mais sua classificação de feedback como vendedor no eBay, Sullivan decidiu desistir e apenas vender o álbum com o 8x10 diretamente por meio de sua página oficial no Facebook, instruindo os compradores a enviarem para a empresa de comércio eletrônico um email com o seguinte cabeçalho: "Sim, porra, eu quero ser sexualmente e moralmente ofendido!"

### Versão estendida em DVD
Por volta de 21 de setembro de 2012, Sullivan começou a vender, através de sua página no Facebook, um DVD contendo apenas o segmento "I Was a Teenage Werebear", separado dos outros três curtas-metragens. Intitulada Uncut & Hairy Ultimate Edition, esta edição foi limitada a 2500 cópias e inclui uma versão estendida do filme com áudio 5.1 e correção de cores, bem como uma variedade de extras que não foram incluídos no DVD de Chillerama.

### Adaptação teatral
Logo após o lançamento de Teenage Werebear, Sullivan foi abordado por Sean Abley, um produtor e cineasta que já havia adaptado para o teatro filmes cult como Santa Claus Conquers the Martians e Reefer Madness, com a proposta de transformar o curta-metragem em um musical completo para os palcos. Com Abley pronto para dirigir, Sullivan começou a escrever músicas adicionais e manteve vários membros do elenco e da equipe, incluindo Sean Paul Lockhart, Anton Troy, Tom Colby e o produtor Adam Rifkin para uma produção que foi originalmente anunciada para chegar aos palcos em setembro de 2012.

## "The Diary of Anne Frankenstein"

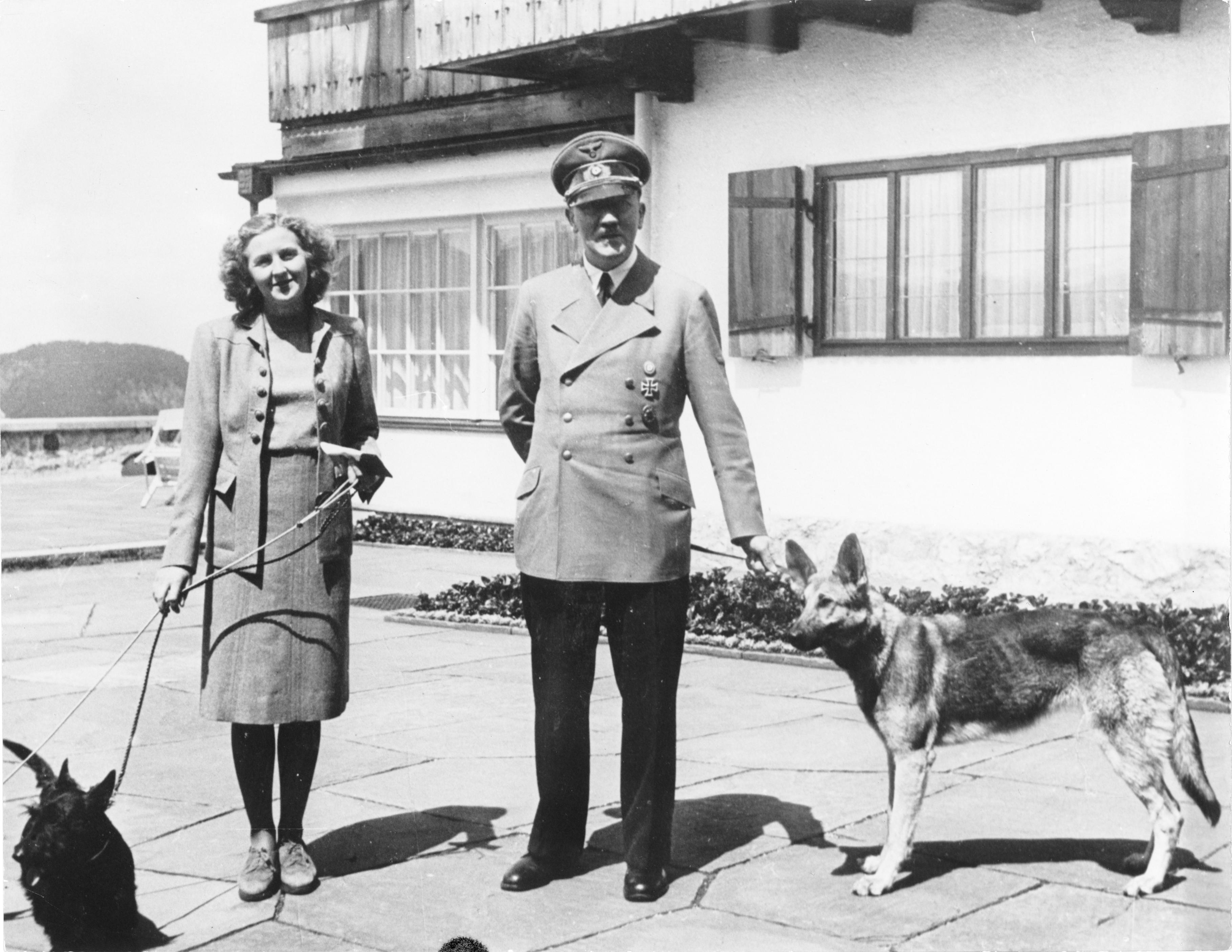
Segundo o diretor Adam Green, "The Diary of Anne Frankenstein", cuja história satiriza Adolf Hitler e Eva Braun (na imagem), "é provavelmente a peça mais calma do filme e o segmento menos ofensivo de todos".

### Premissa
"The Diary of Anne Frankenstein" é um segmento em preto e branco sobre Hitler "tentando criar a máquina de matar perfeita para vencer a guerra".

### Elenco
- Joel David Moore como Adolf Hitler[15]
- Kristina Klebe como Eva Braun[31]
- Kane Hodder como Meshugannah[31]
- Jim Ward como Pai de Anne Frank

### Produção
O curta-metragem foi roteirizado e dirigido por Adam Green. Adam Rifikin já havia estabelecido o título e o conceito inicial, porém, concluiu que Green, por ser judeu, seria a pessoa ideal para desenvolver a história. Dada a natureza delicada do assunto, Green decidiu que a história deveria "transformar Hitler num palhaço" para garantir que ninguém a considerasse ofensiva; a família de Anne Frank apareceria na tela apenas por tempo suficiente para compor o cenário e as referências ao holocausto ou às atrocidades ocorridas na Segunda Guerra Mundial seriam evitadas ao máximo. Com a intenção de criar "algo que não pudesse ser levado a sério nem por um momento", ele teve a ideia de contratar um elenco que soubesse falar alemão e escalou Joel David Moore, que não conhecia uma única palavra no idioma, para o papel de Hitler. Florian Klein, que interpretou um soldado nazista abobalhado, era o único nativo da Alemanha entre todos do elenco.
Com ajuda da mãe, a atriz Kristina Klebe traduziu o roteiro de Green para o alemão e o elenco o ensaiou de duas maneiras: primeiro em inglês para assimilar ritmo e depois na língua germânica, como seria filmado. Para tornar Hitler ainda mais tolo, Green instruiu Moore a falar algaravias durante o filme. A ideia de Green era fazê-lo parecer um pouco convincente no início, para dar ao público que não compreende alemão a ideia de que o ator estava realmente falando o idioma, mas à medida que o filme avança "o alemão fica cada vez pior", transformando-se em palavras e frases irreverentes e aleatórias, como "Oshkosh B'gosh" e "Boba Fett". Em alguns momentos cruciais, Moore dizia frases que não correspondiam às legendas em inglês mostradas na tela. Por exemplo, durante um número musical, no trecho legendado como "I don't want to rule the world" ("Eu não quero dominar o mundo"), ele canta "Ich habe Würmer in meinem Schwanz", que significa "Tenho vermes no meu pênis".

## "Zom-B-Movie"

### Premissa
"Zom-B-Movie", uma paródia dos filmes de zumbis das décadas de 1970 e 1980, foi dirigido e escrito por Joe Lynch. É o segmento com a história central do filme e segue a transformação progressiva dos clientes do drive-in em zumbis famintos por carne e sexo, após comerem pipoca com manteiga contaminada pelo projecionista do cinema, que se tornou um morto-vivo ao tentar praticar necrofilia com a falecida esposa.

### Elenco
- Richard Riehle como Cecil Kaufman
- Corey Jones como Tobe
- Kaili Thorne como Mayna
- Brendan McCreary como Ryan Miller
- Ward Roberts como Miller

### Trilha sonora
O álbum com a trilha sonora do curta-metragem foi disponibilizado em 16 de novembro de 2011, pela BSX Records, incialmente em CD e, posteriormente, também para download digital. Esse lançamento inclui a partitura completa de Bear McCreary para o segmento, assim como a música "I Don't Want to Die a Virgin", da banda Youn Beautiful in a Hurry, cujo vocalista Brendan McCreary também atuou no filme. O próprio compositor Bear McCreary dirigiu um videoclipe para essa canção, que foi exibido durante os créditos finais de Chillerama.

### Lista de faixas
Todas as letras escritas por Bear McCreary, exceto onde indicado em contrário. 
| N.º            | Título                                                                                                   | Duração |  |
| 1.             | "I Don't Want to Die a Virgin" (Letra e música: Brendan McCreary; Intéprete: Young Beautiful in a Hurry) | 4:34    |  |
| 2.             | "Chillerama Main Title / Floyd's Bean Bag"                                                               | 3:06    |  |
| 3.             | "Ryan to the Rescue"                                                                                     | 2:33    |  |
| 4.             | "Fernando Phagabeefy"                                                                                    | 3:07    |  |
| 5.             | "Deathication"                                                                                           | 3:07    |  |
| 6.             | "The Kiss"                                                                                               | 0:57    |  |
| 7.             | "Cecil and Orson"                                                                                        | 1:48    |  |
| 8.             | "Tainted Popcorn"                                                                                        | 2:09    |  |
| 9.             | "The Final Reel"                                                                                         | 2:38    |  |
| 10.            | "Rosebud Motherfucker"                                                                                   | 4:00    |  |
| 11.            | "One Hell of a Show"                                                                                     | 1:41    |  |
| 12.            | "Fugue in Z Minor"                                                                                       | 2:58    |  |
| 13.            | "Rosemary’s Picnic Table"                                                                                | 3:05    |  |
| 14.            | "Seducing Ryan"                                                                                          | 0:34    |  |
| 15.            | "Zom-B-Movie Suite"                                                                                      | 4:48    |  |
| 16.            | "Deathication (Movement Number Two)" (Letra: Raya Yarbrough; intérprete: Joshua Silverstein)             | 19:06   |  |
| Duração total: | Duração total:                                                                                           | 60:48   |  |

## Lançamento e recepção

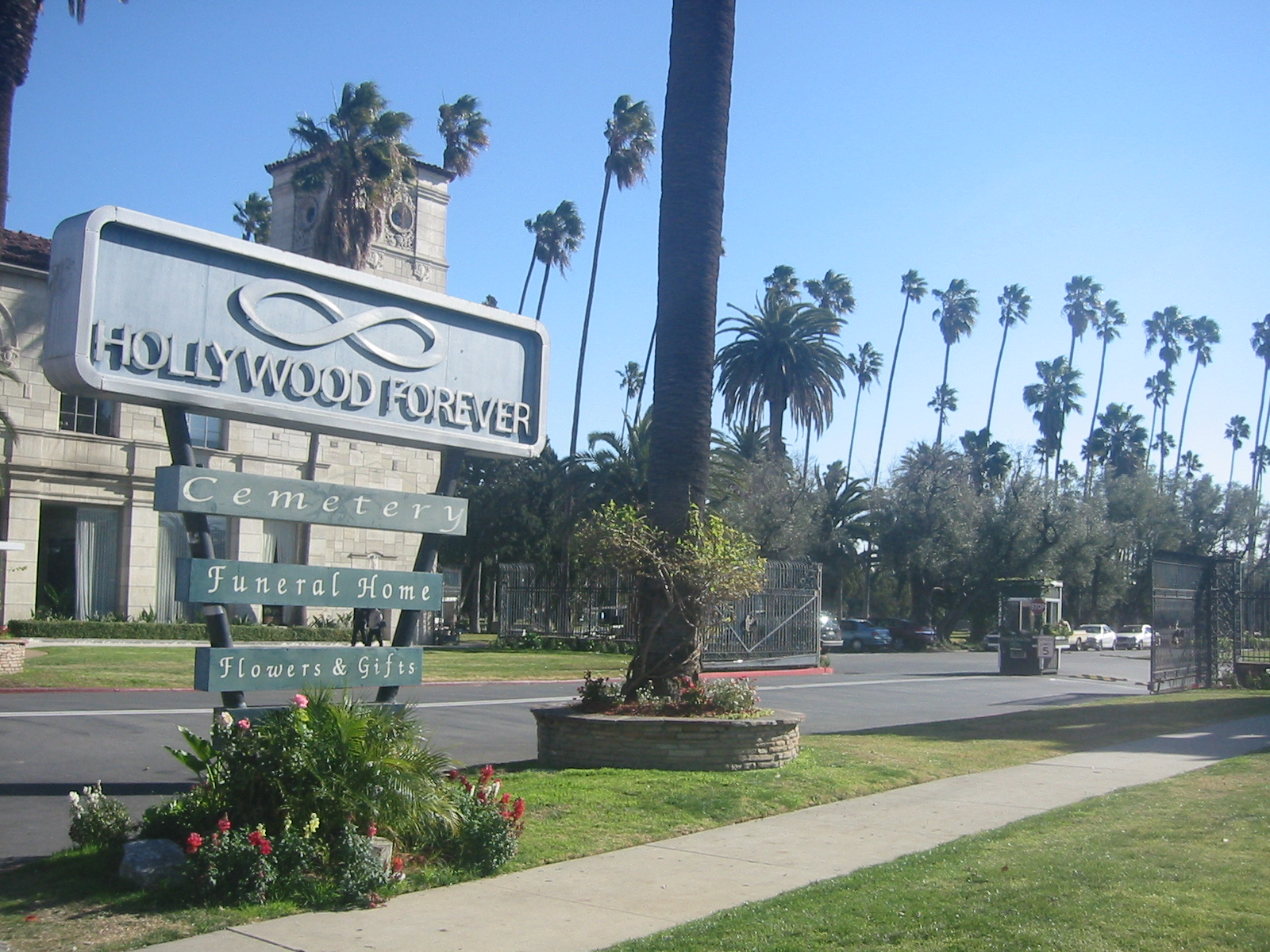
Após ser exibido em festivais de cinema da Europa, o filme teve sua estreia mundial no Hollywood Forever Cemetery, em Los Angeles.

O filme foi distribuído pela Image Entertainment. Em 2010, o segmento "The Diary of Anne Frankenstein" foi exibido no FrightFest Film Festival no Reino Unido e teve uma resposta positiva da plateia. Chillerama foi exibido integralmente no Fantasy Filmfest na Alemanha em 22 de agosto de 2011 e, cinco dias depois, no FrightFest de Londres, o que foi anunciado como sua premiere na Europa. Nesse mesmo ano, entre 15 de setembro e 29 de outubro, o filme foi lançado em várias das principais cidades dos Estados Unidos, começando por Los Angeles, onde teve sua estreia mundial em um mausoléu do Hollywood Forever Cemetery. Em 29 de setembro de 2011, foi disponibilizado em video sob demanda e, em 29 de novembro, foi lançado em DVD e Blu-ray.
Os comentários da crítica especializada foram, em geral, pouco favoráveis a Chillerama nos Estados Unidos. No agregador de críticas cinematográficas Rotten Tomatoes, o filme tem 33% de aprovação dos críticos. Evan Dickson, do Bloody Disgusting, disse não recomendar o filme, mas destacou como pontos positivos o segmento "Wadzilla" e alguns momentos dos outros curtas-metragens, com exceção de "I Was a Teenage Werebear", que ele descreveu como "um desastre absoluto". Dickson também afirmou que "The Diary of Anne Frankenstein" é divertido, mas não passa de "um esforço intencionalmente leve" que não consegue despertar maior interesse pelo filme. Kristian Hanson, em sua revisão no Daily Dead, comentou: "É um filme que vai te fazer rir, gritar e vomitar um pouco com algumas das sequências de fluidos corporais adoecidos, mas que, no final, te deixará satisfeito e com um sorriso no rosto"; ele também criticou o "enredo muito repetitivo" de "Werebear", que faz "as piadas começarem a cair por terra".
Gareth Jones, do Dread Central, atribuiu uma nota de 3,5/5 à produção, afirmando que "não é perfeita de forma alguma, mas como uma subversão cinematográfica, Chillerama acerta em cheio - algo que se deve ver para acreditar". Ele ressaltou como ponto negativo a "orgia zumbi" no clímax de "Zom-B-Movie", cujos detalhes de "situações sexuais reconhecidamente hilárias" quase se perdem "no meio do mar de cortes rápidos e urgência apressada". Ao contrário de Dickson e Hanson, Jones elogiou "Werebear" e seus números musicais, descrevendo-o como "uma excursão bem-humorada e genuína ao mundo do despertar homossexual com uma metáfora que se encaixa surpreendentemente bem" e considerou "Anne Frankenstein" um "material magnífico - muito acima da média em termos de entretenimento e facilmente o melhor de todo o lote de Chillerama".
No Reino Unido, Martin Unsworth, em crítica publicada na revista Starburst, avaliou Chillerama positivamente e o descreveu como "muito engraçado e cheio do tipo de pastiches agradáveis que os geeks de terror vão adorar". A produção também foi bem recebido pela crítica na Rússia, onde Tony Vilgotsky, editor da revista Darker, escreveu uma resenha na qual afirmou que este filme tem um grande valor para o gênero terror, embora apenas os fãs de horror mais obstinados possam apreciá-lo adequadamente. No Brasil, Iam Godoy publicou uma resenha de "I Was a Teenage Werebear" no site Boca do Inferno e classificou o segmento com "duas caveiras e meia de cinco".